# Pallidacarus tichomirovi
Pallidacarus tichomirovi är en kvalsterart som beskrevs av Krivolutsky 1975. Pallidacarus tichomirovi ingår i släktet Pallidacarus och familjen Zetomotrichidae. Inga underarter finns listade i Catalogue of Life.